# 取揚島

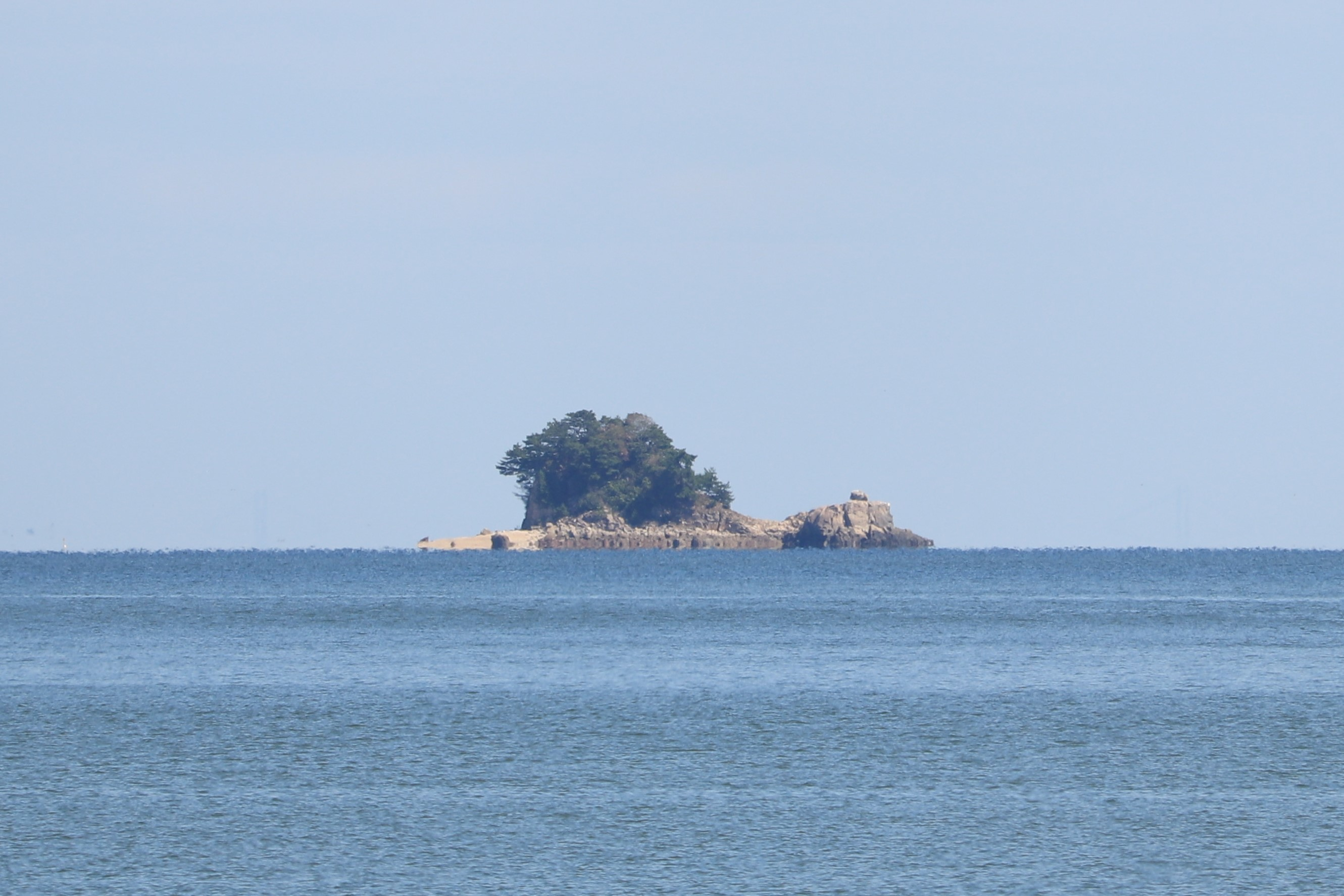
取揚島（西岸）

取揚島（とりあげじま）は日生諸島に属する無人島。
兵庫県赤穂市と岡山県備前市との境界にまたがり、県境が島内にある。北東側が赤穂市域、南西側が備前市域である。赤穂港の沖合わずか500mに位置し、島の西方ではノリの養殖が行われている。

## 歴史
古くから境界線上に位置する島となっており、元禄年間には島の南西部が備前国和気郡福浦村構、北東部が播磨国赤穂郡真木村構となっていた。なお両村とも離れていたため、島に自生するササは利用されなかったという。正保3年（1646年）に岡山藩と赤穂藩の双方の役人が立会って島の管轄が二分され、その後慶安2年（1649年）に岡山藩から郡奉行・河村平太兵衛と郡目付・永田三郎左衛門が来島して国境に塚を築いた。
1963年（昭和38年）に岡山県和気郡日生町大字福浦が兵庫県赤穂市に編入する越境合併を行う際、取揚島は当時この福浦に属していたが越境編入の対象外となった。この判断は、越境合併で紛争となったため、自治大臣・篠田弘作の示した和解案により島内に岡山・兵庫両県の県境が設定された。